# 十社村
十社村（とやしろむら）は三重県員弁郡にあった村。現在のいなべ市北勢町の北部にあたる。

## 地理
- 河川：鎌田川、貝野川、田切川、二之瀬川

## 歴史
- 1889年（明治22年）4月1日 - 町村制の施行により、川原村・千司久連新田・二之瀬村・田辺村・塩崎村・京ヶ野新田・下平村・向平村・畑毛村・西貝野村・東貝野村・小原一色村の区域をもって発足。
- 1955年（昭和30年）4月1日 - 阿下喜町・山郷村と合併して北勢町が発足。同日十社村廃止。